# Traité de Paris (1626)
Le traité de Paris est signé le 5 février 1626 entre le roi Louis XIII et les Huguenots de La Rochelle.
Le traité, négocié par deux Anglais — les comtes de Holland et de Carleton —, confirme la liberté religieuse mais limite les capacités de défense de la ville avec la destruction d'un de ses forts et l'interdiction de maintenir une flotte militaire.